# Kolbanargjógv
Kolbanargjógv is een dorp dat behoort tot de gemeente Sjóvar kommuna in het zuidwesten van het eiland Eysturoy op de Faeröer. Kolbanargjógv heeft 22 inwoners. De postcode is FO 495.

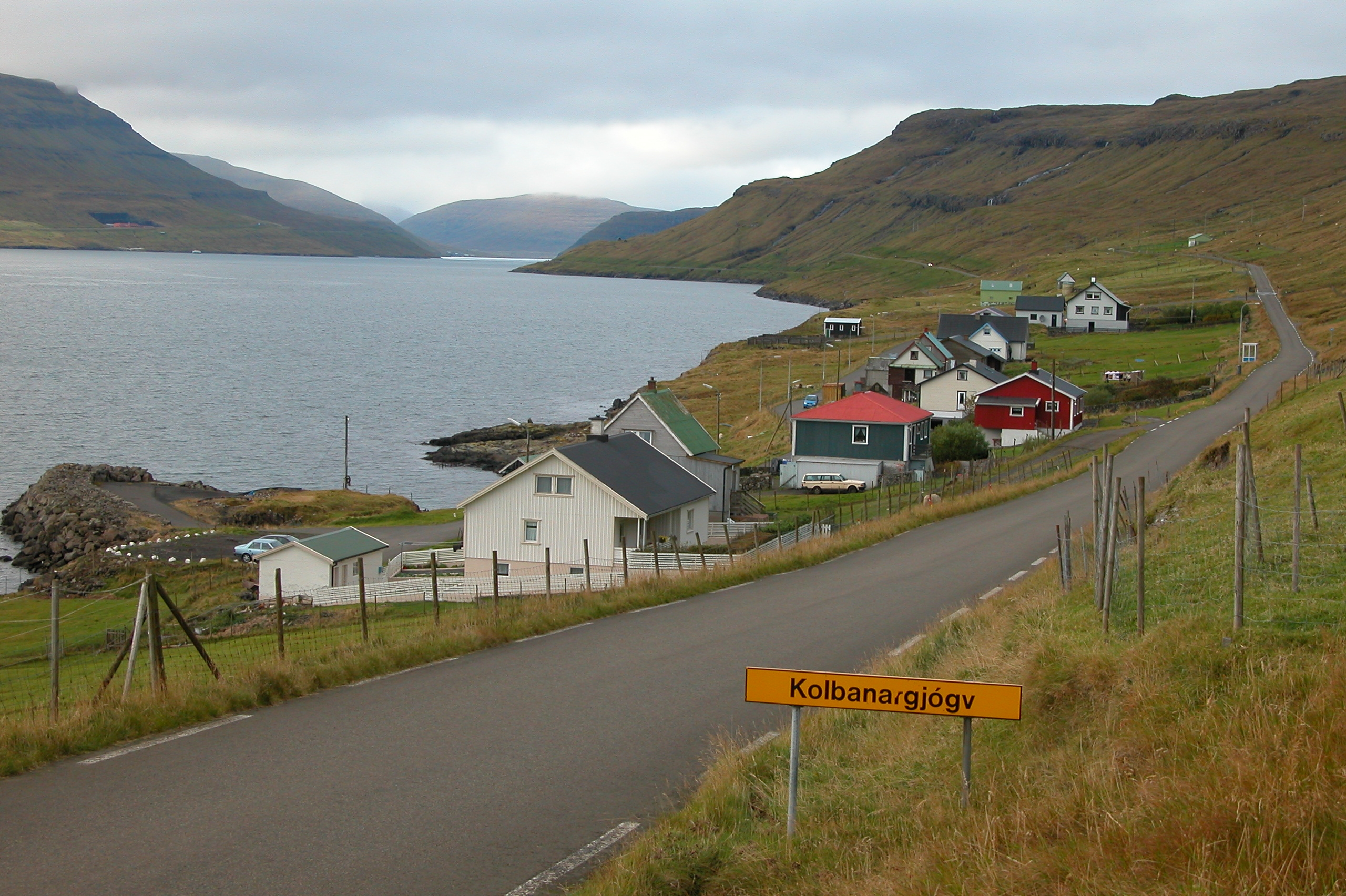
Kolbanargjógv